# Emma Eigenmann

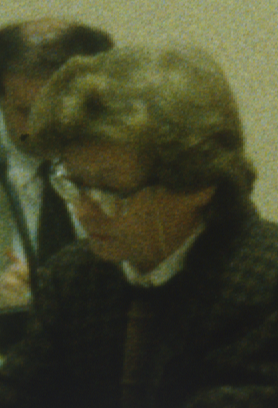
Emma Eigenmann-Schädler

Emma Eigenmann (* 30. Oktober 1930 in Nendeln als Emma Schädler) ist eine liechtensteinische Politikerin der Fortschrittlichen Bürgerpartei. 1986 wurde sie als erste Frau in den Landtag des Fürstentums Liechtenstein gewählt.

## Biografie
Emma Eigenmann ist eine von vier Töchtern des Unternehmers und späteren Landtagsabgeordneten Eugen Schädler und dessen Frau Elwina Katharina (geborene Hoop). Der liechtensteinische Politiker Josef Hoop ist ihr Onkel mütterlicherseits. Die Politikerin Susanne Eberle-Strub ist ihre Nichte.
Emma Eigenmann absolvierte von 1943 bis 1946 eine Ausbildung am Institut St. Elisabeth in Schaan, von 1946 bis 1947 eine weitere am Institut Salve Regina in Bourguillon, Freiburg i. Üe., und von 1947 bis 1950 eine Keramikmalerinnenlehre. Im Anschluss daran besuchte sie von 1950 bis 1951 die Keramikfachschule in Höhr-Grenzhausen. Im Anschluss erfolgte der Eintritt in den Familienbetrieb Schaedler Keramik AG, dessen Leitung Eigenmann-Schädler von 1973 bis 1995 innehatte.
Zwei Jahre nach der Einführung des Frauenstimmrechts auf Landesebene wurde Eigenmann am 2. Februar 1986 in den Landtag des Fürstentums Liechtenstein gewählt. Sie war die einzige Frau unter den 15 Abgeordneten. Bei den vorgezogenen Landtagswahlen 1989 erfolgte ihre Wiederwahl. Auch in diesem Landtag war sie die einzige Frau, obgleich der Landtag nun 25 Abgeordnete umfasste. Bei den Landtagswahlen im Februar 1993 verzichtete sie auf eine erneute Kandidatur und schied damit aus dem Landtag aus.
Am 4. August 1953 wurde die Ehe zwischen Emma Eigenmann und August Eigenmann (* 7. Mai 1922, † 18. Mai 1967) geschlossen, aus der zwei Kinder hervorgingen.